# 모리츠 가이거
모리츠 가이거(Moritz Geiger, 1880년 6월 26일 ~ 1937년 9월 9일)는 독일의 철학자이자 에드문트 후설의 제자였다. 그는 뮌헨 현상학파의 일원이었다. 현상학 외에도 심리학, 인식론, 미학에 전념했다.

## 삶
모리츠 가이거는 프랑크푸르트에서 태어났다. 그는 1898년에 뮌헨 대학교에서 법학을, 1899년에는 문학사를, 1900년에는 테오도어 립스와 함께 철학과 심리학을 공부했다. 1901년부터 1902년까지 라이프치히에서 빌헬름 분트와 함께 실험 심리학을 공부했다. 1904년에 뮌헨으로 돌아와 알렉산더 프팬더, 아돌프 라나흐, 테오도어 콘라트, 알로이스 피셔, 막스 셸러, 디트리히 폰 힐데브란트를 포함한 립스 주변의 학생 동아리에 합류했다. 1906년에 가이거는 괴팅겐에서 후설의 강의를 들었고, 라나흐, 콘라트, 피셔, 프팬더와 함께 뮌헨 현상학파에 합류했다. 그는 1907년에 학위 논문을 통과했다. 그는 이 후설 학파(또한 막스 셸러 포함)와 함께 Jahrbuch für Philosophie und phänomenologische Forschung이라는 학술지를 발행했다.
1915년에 그는 뮌헨에서 교수가 되었고, 제1차 세계 대전 후에는 괴팅겐(1923년)에서 교수가 되었다. 나치가 그의 유대인 혈통 때문에 1933년에 그를 해고했을 때, 그는 미국으로 이주하여 뉴욕의 배서 칼리지와 스탠퍼드 대학교에서 가르쳤다. 그는 실 하버 (메인주)에서 사망했다.
그의 학생 중에는 클라우스 베르거, 한스게오르크 가다머, 발터 벤야민, 카를 뢰비트와 같은 유명한 인물들이 있다.

## 기여
모리츠 가이거는 감각적이거나 이상주의적인 편견에 구애받지 않고, 현실을 낮은, 주어지지 않은 영역에 기반을 두지 않는 "순수한 자기-주어진 사실성"이라는 고유한 현상학적 방법의 지지자였다. 그의 현상학에서 모든 주어진 사실은 감각적인지 아닌지와 상관없이 동등하게 가치를 지닌다. 그는 또한 후설에게 깊은 영향을 받았지만 자유롭게 현상학적 미학을 창시한 것으로 유명하다.
덜 알려졌지만 매우 중요한 기여는 공감의 심리학적 개념을 명확히 한 것이다. 인스브루크(오스트리아)에서 열린 제4차 실험 심리학 학회에서 발표된 공감의 본질과 의미에 대한 강연에서 가이거는 당시의 광범위한 공감 개념들을 완전히 설명했다. 논의된 개념화의 범위는 미학에서 진화론에 이르기까지, "외적인 표현적 움직임"과 "외적인 인격"이라는 현상학적 사실에서부터, "인간 이하의 실체에 대한 생기 부여"라는 깊이 낭만주의적인 영향을 받은 다룸을 거쳐 공감의 미학적 측면으로 끝나는 넓은 범위를 다룬다.